# حمد عبد المحسن المشاري
حمد عبد المحسن بن مشاري بن ثنيان المشاري، (1907 - 30 ابريل 1998) ، عضو سابق في مجلس الأمة الكويتي، خاض انتخابات مجلس الأمة الكويتي 1963 في الدائرة السادسة، وحصل على 630 صوت وحل بالمركز الثاني وفاز بالانتخابات.